# Короткохохлый болотный тиранн
Короткохохлый болотный тиранн (лат. Knipolegus nigerrimus) — вид птиц из семейства тиранновых. Эндемик Бразилии, где естественной средой обитания представителей вида являются умеренные леса, субтропические или тропические влажные горные леса, а также субтропические или тропические высокогорные кустарники.

## Описание
Длина около 18 см. Самец голубовато-чёрного цвета, но на лету заметны и белые перья. Самка в целом подобна самцу, за исключением коричневых полос на горле.
МСОП присвоил виду охранный статус LC.